# 盧湾区
盧湾区（ろわんく）は中華人民共和国上海市に位置していた市轄属区。2011年7月26日に旧黄浦区と併合され、現黄浦区の一部となった。

## 概要
盧家湾という地区が名の由来となっている。上海市街の中心部に位置し、清末(19世紀後半）にはフランス租界（上海租界）の一部となり、清朝官憲の行政権が及ばない地域であったため孫文や郭沫若など民国期にかけて活躍する革命家が寓居していた。近年は商業、飲食業、サービス業が発展し、淮海路を中心とした地区に百貨店、ホテル、映画館等が集まっており、20世紀初頭に形成された里弄と呼ばれる集合住宅も多く残るが、高層住宅への建て替えが進んでいる。また、2010年の上海国際博覧会は当区で行われた。

## 地理
盧湾区は上海市中心地南部に位置し、東は旧黄浦区と、南は黄浦江をはさんで盧浦大橋により浦東新区と連絡し、西は徐匯区及び静安区、北は静安区及び旧黄浦区と接していた。

## 歴史
宋代は華亭県高昌郷に属していたが、元代に上海県に移管され清末まで沿襲された。1900年以降は区北部がフランス租界とされ、1945年（民国34年）中華民国により盧家湾区として設置、国共内戦中の1947年（民国36年）に中国共産党により盧湾区と改称された。
1956年に嵩山区を、1959年には邑廟区の一部を編入し、2011年7月26日に黄浦区に統合されて消滅した。

## 行政区分
下部に4街道を所轄していた。
- 五里橋街道
- 打浦橋街道
- 淮海中路街道
- 瑞金二路街道

## 観光地、名所
- 新天地
- 中国共産党第一次全国代表大会会址紀念館
- 周公館（中国共産党代表団駐滬弁事処紀念館）
- 中国社会主義青年団中央機関跡
- 大韓民国臨時政府跡
- 上海中山旧居
- 郭沫若旧居
- 張学良寓所
- 鄒韜奮紀念館
- 何香凝寓所
- 梅蘭芳寓所
- 徐志摩旧居
- 劉海粟旧居
- 柳亜子旧居
- 林鳳眠旧居
- 陳潔如旧居（巴黎新村内）
- 巴金寓所
- 瑞金賓館（蔣介石等寓所）
- 盧浦区図書館（旧明複図書館、中国科学社、中国民主促進会）
- 江南造船博物館（旧江南機器製造総局、江南造船廠）
- 泰康路芸術街
- 雁蕩路休閑歩行街
- 思南路
- 紹興路
- 茂名南路
- 八号橋
- 田子坊
- 陝南村
- 中環広場（旧上海法租界公董局）
- 尚賢坊
- 蘭心大戯院
- 淮海坊
- 金谷邨
- 長楽村
- 東風中学（旧法租界公董局巡捕房）
- 復興公園
- 淮海公園
- 法蔵講寺
- 諸聖堂
- 伯多禄教堂
- 君王堂
- 恵中堂
- 盧工郵市
- 盧浦大橋
- 上海国際博覧会跡地（旧江南造船廠）

## 姉妹都市
- 大阪府寝屋川市